# Nicolás Ramón de Atienza
Nicolás Ramón de Atienza (Yapeyú, Misiones, 1793 - Santa Lucía, Corrientes, 1821) fue un militar y político argentino, primer gobernador de la provincia de Corrientes después de que esta se desprendiera de la efímera República de Entre Ríos, en 1821.

## Biografía
Era el tercer hijo de Nicolás García de Atienza, andaluz nacido en Almuñécar, provincia de Granada, España, y llegado al Virreinato del Río de la Plata alrededor de 1780. Entre sus hermanos menores se contaba Rafael León de Atienza.
Tenía el grado de sargento mayor de las milicias cívicas y fue, junto con Juan José Fernández Blanco y Pedro Ferré, uno de los promotores de la revolución incruenta del 12 de octubre de 1821, por la cual fue derrocado el representante de la República, Evaristo Carriego, y nombrado gobernador por aclamación popular. Para esa fecha, ya había muerto el Supremo de la República, Francisco Ramírez, y derrocado su sucesor, Ricardo López Jordán, pero Carriego había ocultado esa información a la población.
Invitó a los pueblos correntinos a la reunión de un Congreso Provincial; además de los pueblos correntinos, invitó a los gobernantes de los pueblos de Misiones a enviar diputados al Congreso Provincial; sus gobernantes se negaron a enviar diputados, ya que eso hubiera equivalido a reconocer que eran parte de la provincia de Corrientes.
El 26 de noviembre se reunió el Congreso y sancionó una ley —considerada la primera ley provincial correntina— que establecía que la autoridad suprema de la provincia era el Congreso Provincial, que debía establecer un Reglamento Provisorio Constitucional. También establecía que la provincia estaba conformada por todos los pueblos comprendidos en el territorio tradicionalmente asignado a la jurisdicción de la ciudad de Corrientes.
Cuando ya llevaba varios días sesionando, el Congreso eligió gobernador titular —el gobierno de Atienza se consideraba interino, y se lo llamaba sencillamente "Comandante de Armas"— al oficial Fernández Blanco, que se hizo cargo de inmediato del gobierno. Tras dejar el mando, el Congreso eligió a Atienza diputado, junto con el presbítero Juan Nepomuceno Goitía, para la firma del Tratado del Cuadrilátero, que se firmaría en la ciudad de Santa Fe. El día antes de partir se casó con Pilar Valdés.
Dos días después de su partida, pasó la noche en el pueblo de Santa Lucía, el cual fue atacado indígenas mocovíes o abipones; Atienza se pudo al frente de la defensa con diez soldados, pero fue muerto por los atacantes. Sus restos descansan en la Iglesia de Santa Lucía de los Astos, de la ciudad de Santa Lucía.
Su hermano Rafael sería gobernador de la provincia entre 1833 y 1837.